# Лукиан (Владулов)
Епископ Лукиан (серб. Епископ Лукијан, в миру Йован Владулов, серб. Јован Владулов; 9 мая 1933, Хайфелт, Банат — 24 мая 2017, Осиек) — епископ Сербской православной церкви, епископ Осечко-Польский и Бараньский.

## Биография
Родился 9 мая 1933 года в Хайфелте (ныне Нови-Козарци) в Банате в семье Мирко и Елены Владуловых. Начальную школу он начал в Сербской Црне а закончил в Ковиле.
Окончил пятилетнюю духовную семинарию в Сремских Карловцах и Богословский факультет Белградского университета.
21 ноября 1958 году в монастыре Ковиль игуменом Леонидом пострижен в монашество с именем Лукиан.
26 июля 1959 году был рукоположён в иеродиакона, а в 15 августа 1963 году — во иеромонаха.
Со времени поступления в Ковильскую обитель он был монастырским экономом. При нём в монастыре был проведен генеральный ремонт.
По его воспоминаниям, после того как монастырь посетил епископ Хвостанский Варнава (Настич) для того, чтобы раздобыть какой-нибудь святоотеческой литературы,  иеродиакона Лукиана вызывали «на разговор» представители госбезопасности.
1 февраля 1964 года перемещен в Боджанский монастырь, который в то время был запущен и полуразрушен. За время служения здесь отца Лукиана монастырь был расчищен, освобожден от чуждых построек, отреставрирован, оборудован современным освещением и отоплением, а также сельскохозяйственной техникой. В обители был устроен парк со 160 разными видами растений и деревьев. В селе Вайске, являвшемся приходом монастыря, был воздвигнут новый красивый храм во имя святого Василия Острожского.
20 июня 1989 года возведён в сан архимандрита.
23 мая 1991 года решением Архиерейского Собора архимандрит Лукиан был избран епископом Осечско-Польским и Бараньским.
14 июля того же года в соборном храме святителя Николая в Сремских Карловцах состоялась его архиерейская хиротония. Хиротонию возглавил Патриарх Сербский Павел с собором архиереев Сербской Церкви.
18 августа Патриарх Сербский Павел возглавил его настолование в соборе великомученика Димитрия в Дали.
За время войны 1991-1995 годов на территории Осечкопольской и Бараньской епархии было разрущено 14 православных храмов, а 35 получили серьёзные повреждения. Из-за активных военных действий резиденция архиерея была перенесена из Осиека в Даль.
В 2017 году, по состоянию здоровья не смог прибыть на очередной Архиерейский собор и скончался 24 мая того же года, в последний день работы Собора.